# Teoloyucan
Teoloyucan es una ciudad mexicana, cabecera del municipio homónimo, situada en el Estado de México. Forma parte de la zona metropolitana del Valle de México.

## Geografía
La ciudad de Teoloyucan se encuentra en el centro del municipio homónimo, en el norte del Estado de México. Tiene límites con los municipios de Coyotepec y Cuautitlán; y con las localidades de San Bartolo, Barrio Tlatenco y El Ramal, en el mismo municipio.

### Clima
El clima predominante en Teoloyucan es el templado subhúmedo, con lluvias en verano. Tiene una temperatura media anual de 15.0 °C y una precipitación media anual de 613.1 mm.

## Demografía
De acuerdo con el Censo de Población y Vivienda realizado en 2020 por el Instituto Nacional de Estadística y Geografía (INEGI), en Teoloyucan había un total de 52 828 habitantes, 27 143 mujeres y 25 685 hombres.
En el censo de 2020 se registró un total de 14 482 viviendas, de las cuales 13 057 estaban habitadas.

### Evolución demográfica
| Gráfica de evolución demográfica de Teoloyucan entre 1900 y 2020 |
|                                                                  |
| Fuente: Instituto Nacional de Estadística y Geografía.           |